# 准母
准母（じゅんぼ）とは、天皇の生母ではない女性が母に擬されること。また、母に擬された女性の称号。

## 概要
堀河天皇は践祚に際して、生母である中宮藤原賢子がすでに死去していたため、寛治元年（1087年）に姉の媞子内親王を母に擬した。これが初例となり、以後、幼年で即位した天皇の生母が死去している場合や、生母が存命だが身分が低すぎる場合、あるいはすでに女院となっている場合などに、准母を定めるようになった。准母は、父帝ではない先代の天皇の皇后（皇后宮または中宮）、あるいは天皇の姉または叔母にあたる未婚の内親王の中から選ばれた。天皇とは配偶関係にない内親王が准母を宣下され、さらに皇后として冊立される場合を准母立后（じゅんぼ りつごう）と言う。
その背景として日本では天皇の即位式当日に天皇が輿に乗って大炊殿から大極殿に移動し、その後高御座に登る必要があったが、幼少の天皇ではそれを単独で行うことは困難で母后の同伴を必要としたことにある。また、輿に乗れるのは天皇・皇后と斎王のみという慣例も存在していた。ところが、母后が亡くなった場合や生母が存在してもその夫（先帝）の后妃ではなかった（母后の要件を欠く）場合には、同伴すべき母后は存在しないことになる。そのため、然るべき身分（中宮・皇后・内親王）から准母を選んで后妃の資格を与える措置を必要としたと考えられている。安徳天皇の生母である平徳子（建礼門院）が女院宣下以降、母后が女院宣下を受けて上皇に准じることになった場合にも同様の措置が取られるようになった。
本来准母は、宮中儀礼の必要性から設けられた制度であったが、後代になると内親王の優遇策のためという側面や「子」となった天皇の権威づけのために行われるようになった。例えば、後白河天皇がわずか1歳年上に過ぎない同母姉統子内親王を強引に准母とした背景として、実姉に対する厚遇とともに、即位当初から「中継ぎ」の地位とされた後白河天皇の権威強化策とみられている。また、後堀河天皇が四条天皇に皇位を譲った後に新帝の生母の九条竴子（藻璧門院）が崩御すると、別の后である近衛長子（鷹司院）と実姉の利子内親王（式乾門院）を新帝の准母にして後見を強化した。
天皇の母に准ずる准母は、天皇の后妃あるいは内親王などの皇親から選ばれるべきものだが、例外的にそれ以外の女性が准母の宣下を受けている例が2例ある。平安時代末期に平清盛の四女で摂政関白藤原基実の北政所（正室）だった平盛子が甥にあたる高倉天皇の准母に、室町時代に第3代将軍・足利義満の御台所（正室）だった日野康子（のちの北山院）が後小松天皇の准母に、それぞれ宣下されているのがそれである。

## 主な准母の例
- 藤原温子（七条后）　…　醍醐天皇養母（藤原基経娘。皇太夫人に冊立）
- 郁芳門院（媞子内親王）　…　堀河天皇准母（白河天皇第一皇女。尊称皇后の初め）
- 令子内親王　…　鳥羽天皇准母（白河天皇第三皇女）
- 八条院（暲子内親王）　…　二条天皇准母（鳥羽天皇皇女）
- 北山院（日野康子）　…　後小松天皇准母（足利義満室。異例の女院号宣下）

など。
※この他については「女院」の項目を参照。